# ألان سيمبسون (سياسي)
ألان سيمبسون (بالإنجليزية: Alan K. Simpson)‏ (2 سبتمبر 1931 – 14 مارس 2025) هو محامي وسياسي أمريكي، ولد في 2 سبتمبر 1931 في دنفر في الولايات المتحدة. حزبياً، نشط في الحزب الجمهوري.

## مناصب
- في انتخابات مجلس الشيوخ في الولايات المتحدة 1990 [الإنجليزية]‏، انتخب عضو مجلس الشيوخ الأمريكي عن دائرة Wyoming ‏ وقد انضم خلال فترته النيابية [الإنجليزية]‏ (3 يناير 1991 – 3 يناير 1993) للكتلة البرلمانية الحزب الجمهوري.
- في انتخابات مجلس الشيوخ في الولايات المتحدة 1990 [الإنجليزية]‏، انتخب عضو مجلس الشيوخ الأمريكي عن دائرة Wyoming ‏ وقد انضم خلال فترته النيابية [الإنجليزية]‏ (3 يناير 1993 – 3 يناير 1995) للكتلة البرلمانية الحزب الجمهوري.
- في انتخابات مجلس الشيوخ في الولايات المتحدة 1990 [الإنجليزية]‏، انتخب عضو مجلس الشيوخ الأمريكي عن دائرة Wyoming ‏ وقد انضم خلال فترته النيابية [الإنجليزية]‏ (3 يناير 1995 – 3 يناير 1997) للكتلة البرلمانية الحزب الجمهوري.
- انتخب مفوض [الإنجليزية]‏ (1959 – 1969).
- انتخب محامي المدينة.
- انتخب نائب  [لغات أخرى]‏ (1958 – 1959).
- انتخب عضو مجلس نواب وايومنغ (1964 – 1977).
- انتخب عضو مجلس الشيوخ الأمريكي عن دائرة وايومنغ (1979 – 3 يناير 1997).

## روابط خارجية
- ألان سيمبسون على موقع IMDb (الإنجليزية)
- ألان سيمبسون على موقع ميوزك برينز (الإنجليزية)
- ألان سيمبسون على موقع إن إن دي بي (الإنجليزية)
- ألان سيمبسون على موقع قاعدة بيانات الفيلم (الإنجليزية)